# Jarque-Bera-Test
Der Jarque-Bera-Test ist ein statistischer Test, der anhand der Schiefe und der Kurtosis in den Daten prüft, ob eine Normalverteilung vorliegt. Es handelt sich daher um einen speziellen Anpassungstest. Der Test wurde von Carlos M. Jarque und Anil K. Bera vorgeschlagen.

## Definition
Die Teststatistik JB des Jarque-Bera-Tests ist definiert als
{\displaystyle {\mathit {JB}}={\frac {n}{6}}\left(S^{2}+{\frac {(K-3)^{2}}{4}}\right).}
Dabei ist {\displaystyle n} Anzahl der Beobachtungen {\displaystyle x_{1},\ldots ,x_{n}}; mit {\displaystyle S} wird die Schiefe und mit {\displaystyle K} die Kurtosis bezeichnet.
Die Schiefe {\displaystyle S} in den Daten ist wie folgt definiert:
{\displaystyle S={\frac {\mu _{3}}{\sigma ^{3}}}={\frac {\mu _{3}}{\left(\sigma ^{2}\right)^{3/2}}}={\frac {{\frac {1}{n}}\sum _{i=1}^{n}\left(x_{i}-{\bar {x}}\right)^{3}}{\left({\frac {1}{n}}\sum _{i=1}^{n}\left(x_{i}-{\bar {x}}\right)^{2}\right)^{3/2}}}}
Bei symmetrischen Verteilungen wie der Normalverteilung ist der theoretische Wert der Schiefe null.
Die Kurtosis {\displaystyle K}, ein Maß für die Wölbung einer Verteilung, hat bei Normalverteilung einen Wert von drei. Werte, die darüber liegen, zeigen an, dass die Verteilung fette Verteilungsenden (siehe Verteilung mit schweren Rändern) hat, d. h., dass die Dichte einer Verteilung an den Rändern, zum Beispiel außerhalb der üblichen ±2σ-Schranken, größer und dafür in den mittleren Bereichen geringer ist als bei der Normalverteilung. Dies gilt zum Beispiel für die t-Verteilung. Die Kurtosis ist wie folgt definiert:
{\displaystyle K={\frac {\mu _{4}}{\sigma ^{4}}}={\frac {\mu _{4}}{\left(\sigma ^{2}\right)^{2}}}={\frac {{\frac {1}{n}}\sum _{i=1}^{n}\left(x_{i}-{\bar {x}}\right)^{4}}{\left({\frac {1}{n}}\sum _{i=1}^{n}\left(x_{i}-{\bar {x}}\right)^{2}\right)^{2}}},}
wobei {\displaystyle \mu _{3}} und {\displaystyle \mu _{4}} das dritte und das vierte zentrale Moment darstellen, {\displaystyle {\bar {x}}} der Mittelwert der Stichprobe ist und {\displaystyle \sigma ^{2}} das zweite Moment, also die Varianz, symbolisiert.
Es gilt {\displaystyle {\mathit {JB}}\sim \chi _{2}^{2}}, d. h., die Teststatistik {\displaystyle {\mathit {JB}}} ist asymptotisch Chi-Quadrat-verteilt mit zwei Freiheitsgraden.
Das Hypothesenpaar lautet:
{\displaystyle H_{0}\colon } Die Stichprobe ist normalverteilt.

{\displaystyle H_{1}\colon } Die Stichprobe ist nicht normalverteilt.
Bei einem Signifikanzniveau {\displaystyle \alpha =0{,}10} gilt: Für Werte der Teststatistik über 4,6 wird die Hypothese der Normalverteilung verworfen; für die Signifikanzniveaus {\displaystyle \alpha =0{,}05}, {\displaystyle \alpha =0{,}02} und {\displaystyle \alpha =0{,}01} ergeben sich die Schranken 6, 7,8 und 9,2.